# Saint-Magne-de-Castillon
Saint-Magne-de-Castillon é uma comuna francesa na região administrativa da Nova Aquitânia, no departamento da Gironda. Estende-se por uma área de 13,9 km². Em 2010 a comuna tinha 2 022 habitantes (densidade: 145,5 hab./km²).